# Федотов Віталій Андрійович
Віта́лій Андрі́йович Федо́тов (нар. 16 липня 1991, Донецьк) — український і російський футболіст, півзахисник німецького аматорського клубу «Тюрк» (Кельстербах).
У період виступів за тульський «Арсенал» отримав російське громадянство, однак у чемпіонатах Росії вважається легіонером через те, що УЄФА не затвердила зміну футбольного громадянства.

## Кар'єра

### Клубна
Вихованець академії донецького «Шахтаря». В основному складі команди не грав, однак виступав у першості дублерів і також провів два матчі за фарм-клуб «Шахтар-3».
З 2011 року виступав за маріупольський «Іллічівець», дебютував у його складі 1 квітня 2011 року в матчі проти «Шахтаря» (1:3), вийшовши на заміну замість Костянтина Ярошенка. З сезону 2011/12 став одним з лідерів півзахисту команди.
На початку вересня 2014 року разом з рядом інших гравців покинув маріупольський клуб. Вже за декілька днів на правах вільного агента уклав трирічний контракт з донецьким «Металургом», де виступав до кінця сезону, після чого донецький клуб знявся зі змагань.
В липні 2015 року став гравцем тульського «Арсеналу», що виступав у першості ФНЛ, другому за рівнем дивізіоні Росії.

### У збірній
З 2009 по 2012 рік виступав за юнацькі та молодіжні збірні України різних вікових категорій. Був викликаний Павлом Яковенком для матчів Кубка Співдружності 2012 року, де зіграв у 5 з 6 матчів збірної, забив один гол і допоміг українцям здобути бронзові нагороди турніру.